# تركسات 5 إيه
تركسات 5 إيه، هو قمر صناعي تركي للاتصالات.  

## التاريخ
وفقًا لاتفاقية تم توقيعها في سبتمبر 2011، سيتم تطوير القمر الصناعي من قبل متخصصين بالتعاون بين تركسات والشركة التركية لصناعات الفضاء. سيتم إنتاجه في تركيا من قبل شركة صناعات الفضاء التركية في مرفق تجميع واختبار تجميع الأقمار الصناعية المنشأة حديثًا في أنقرة بنسبة 20٪ تكنولوجيا مطورة محليًا. سيكون تركسات 5 إيه أول قمر صناعي للاتصالات الأرضية الثابتة يتم بناؤه في تركيا.

## الإطلاق
تم إطلاق المركبة الفضائية في 8 يناير 2021 الساعة 02:15:00 بالتوقيت العالمي من قاعدة كيب كانافيرال للقوات الجوية. سيتم وضع تركسات 5 إيه في مدار متزامن مع الأرض عند 31 درجة شرقًا لتوفير خدمات الاتصالات السلكية واللاسلكية والبث التلفزيوني المباشر عبر منطقة جغرافية واسعة بين غرب الصين وشرق إنجلترا الممتدة فوق تركيا، وكذلك أوروبا وآسيا الوسطى والشرق الأوسط وافريقيا.